# Kaluha 2
Kaluha 2 (biał. Калюга 2; ros. Калюга 2, Kaluga 2) – wieś na Białorusi, w obwodzie mińskim, w rejonie berezyńskim, w sielsowiecie Bahuszewiczy. W 2009 roku liczyła 19 mieszkańców.